# Кубок России по боксу 2025
Кубок России по боксу 2025 года на призы двукратного олимпийского чемпиона Олега Саитова прошёл в Самаре с 21 по 25 января в здании МТЛ Арена. В соревнования приняли участие 104 спортсмена из 42 субъектов России.
В соревнованиях участвовали боксёры старше 18 лет. Среди участников были 5 действующих чемпионов Европы и 13 действующих чемпионов России. По итогам Кубка планировалось сформировать сборную страны для участия в чемпионате мира.
Приз «Лучший боксёр» был вручён Всеволоду Шумкову (Санкт-Петербург). «За волю к победе» был награждён Андрей Пегливанян (Сочи), самым техничным боксёром был признан Евгений Кооль (Краснодарский край), лучшими судьями соревнований стали Игорь Бещук, Евгений Пятых и Сергей Могутнов.

## Медалисты
| Весовая категория | Золото                                   | Серебро                                   | Бронза                                                                     |
| ----------------- | ---------------------------------------- | ----------------------------------------- | -------------------------------------------------------------------------- |
| до 48 кг          | Эдмонд Худоян · Челябинская область      | Володя Мнацаканян · Московская область    | Павел Васильев · Якутия Михаил Прокопьев · Якутия                          |
| до 51 кг          | Баир Батлаев · Бурятия                   | Артур Нагапетян · Москва                  | Адам Альвиев · Чечня Амиршох Джалолов · Калининградская область            |
| до 54 кг          | Максим Кузнецов · Кировская область      | Курбан Байранбеков · Забайкальский край   | Вячеслав Рогозин · Ярославская область Денис Пальшин · Сахалинская область |
| до 57 кг          | Эдуард Саввин · Санкт-Петербург          | Андрей Пегливанян · Краснодарский край    | Дмитрий Шиповский · Севастополь Виталий Бойцов · Московская область        |
| до 60 кг          | Всеволод Шумков · Санкт-Петербург        | Константин Опольский · Московская область | Аршак Товмасян · Москва Никита Косман · Хабаровский край                   |
| до 63,5 кг        | Сандан Санданов · Бурятия                | Илья Попов · Санкт-Петербург              | Магомед Шамсаев · Чечня Гароглан Ханджанов · Хабаровский край              |
| до 67 кг          | Евгений Кооль · Краснодарский край       | Тархан Идигов · Чечня                     | Карен Соловьёв · Краснодарский край Александр Зырянов · Санкт-Петербург    |
| до 71 кг          | Сергей Колденков · Нижегородская область | Алексей Скомороха · Красноярский край     | Иван Ступин · Хабаровский край Игорь Свиридченков · Воронежская область    |
| до 75 кг          | Исмаил Муцольгов · Чечня                 | Сергей Сергеев · Татарстан                | Давид Айвазян · Кемеровская область Алексей Семыкин · Московская область   |
| до 80 кг          | Джамбулат Бижамов · Тульская область     | Алакпер Гезалов · Самарская область       | Чеэрав Ашалаев · Дагестан Ильяс Магомедов · Дагестан                       |
| до 86 кг          | Дмитрий Карманов · Хабаровский край      | Хасмагомед Джаватханов · Дагестан         | Шарабутдин Келеметов · Дагестан Никита Лебедев · Москва                    |
| до 92 кг          | Рамазан Дадаев · Владимирская область    | Денис Козлов · Мордовия                   | Владимир Ермаков · Санкт-Петербург Теймураз Суров · Краснодарский край     |
| свыше 92 кг       | Давид Суров · Краснодарский край         | Светослав Тетерин · Рязанская область     | Сергей Манжуев · Москва Рамазан Карнукаев · Москва                         |